# 미에현도 제511호선
511번 미에현도(일본어: 三重県道511号豊北港小俣線→미에현도 511호 도요키타코-오바타선)는 미에현 이세시 히가시토요하마정에서 오바타정 모토마치까지 이어지는 일본의 일반현도 노선이다.

## 같이 보기
- 도도부현도